# Grenada (prowincja)
Grenada (hiszp. Granada) – prowincja w Hiszpanii, w Andaluzji, mająca stolicę w mieście o tej samej nazwie. Graniczy z prowincjami: Málaga, Kordowa, Jaén, Albacete, Murcja i Almería oraz z Morzem Śródziemnym.

## Comarki

### Alhama
- Agrón
- Alhama de Granada
  - Ventas de Zafarraya
- Arenas del Rey
  - Fornes
  - Játar
- Cacín
  - El Turro
- Chimeneas
- Escúzar
- Jayena
- La Malahá
- Santa Cruz del Comercio
- Ventas de Huelma
- Zafarraya

### Alpujarra Granadina
- Almegíjar
- Alpujarra de la Sierra
- Bérchules
- Bubión
- Busquístar
- Cádiar
- Cáñar
- Capileira
- Carataunas
- Cástaras
- Juviles
- La Taha
- Lanjarón
- Lobras
- Murtas
- Nevada
  - Mairena
  - Picena
- Órgiva
- Pampaneira
- Pórtugos
- Soportújar
- Torvizcón
- Trevélez
- Turón
- Ugíjar
- Válor

### Baza
- Baza
- Benamaurel
- Caniles
- Cortes de Baza
- Cuevas del Campo
- Cúllar
- Freila
- Zújar

### Costa Tropical
- Albondón
- Albuñol
- Almuñécar
- Gualchos
- Ítrabo
- Jete
- Lentegí
- Los Guájares
- Lújar
- Molvízar
- Motril
  - Torrenueva
  - Carchuna-Calahonda
- Otívar
- Polopos
- Rubite
- Salobreña
- Sorvilán
- Vélez de Benaudalla

### Guadix (Accitania)
- Albuñán
- Aldeire
- Alquife
- Beas de Guadix
- Benalúa
- Cogollos de Guadix
- Cortes y Graena
- Darro
- Diezma
- Dólar
- Ferreira
- Fonelas
- Gor
- Gorafe
- Guadix
  - Bácor-Olivar
- Huélago
- Huéneja
- Jérez del Marquesado
- La Calahorra
- La Peza
- Lanteira
- Lugros
- Marchal
- Morelábor
- Polícar
- Purullena
- Valle del Zabalí

### Huéscar
- Castilléjar
- Castril
- Galera
- Huéscar
- Orce
- Puebla de Don Fadrique

### Loja
- Algarinejo
- Huétor-Tájar
- Íllora
- Loja
- Moclín
- Montefrío
- Moraleda de Zafayona
- Salar
- Villanueva Mesía
- Zagra

### Los Montes
- Alamedilla
- Alicún de Ortega
- Benalúa de las Villas
- Campotéjar
- Colomera
- Dehesas de Guadix
- Dehesas Viejas
- Deifontes
- Gobernador
- Guadahortuna
- Iznalloz
  - Domingo Pérez
- Montejícar
- Montillana
- Pedro Martínez
- Píñar
- Torre-Cardela
- Villanueva de las Torres

### Valle de Lecrín
- Albuñuelas
- Dúrcal
- El Padul
- El Pinar
- El Valle
- Lecrín
- Nigüelas
- Villamena

### Vega de Granada
- Albolote
- Alfacar
- Alhendín
- Armilla
- Atarfe
- Beas de Granada
- Cájar
- Calicasas
- Cenes de la Vega
- Chauchina
- Churriana de la Vega
- Cijuela
- Cogollos Vega
- Cúllar Vega
- Dílar
- Dúdar
- Fuente Vaqueros
- Gójar
- Grenada
- Güéjar Sierra
- Güevéjar
- Huétor Santillán
- Huétor Vega
- Jun
- La Zubia
- Láchar
- Las Gabias
- Maracena
- Monachil
- Nívar
- Ogíjares
- Peligros
- Pinos Genil
- Pinos Puente
- Pulianas
- Quéntar
- Santa Fe
- Valderrubio
- Vegas del Genil
- Villa de Otura
- Víznar